# Ginnasio Carolinum di Osnabrück

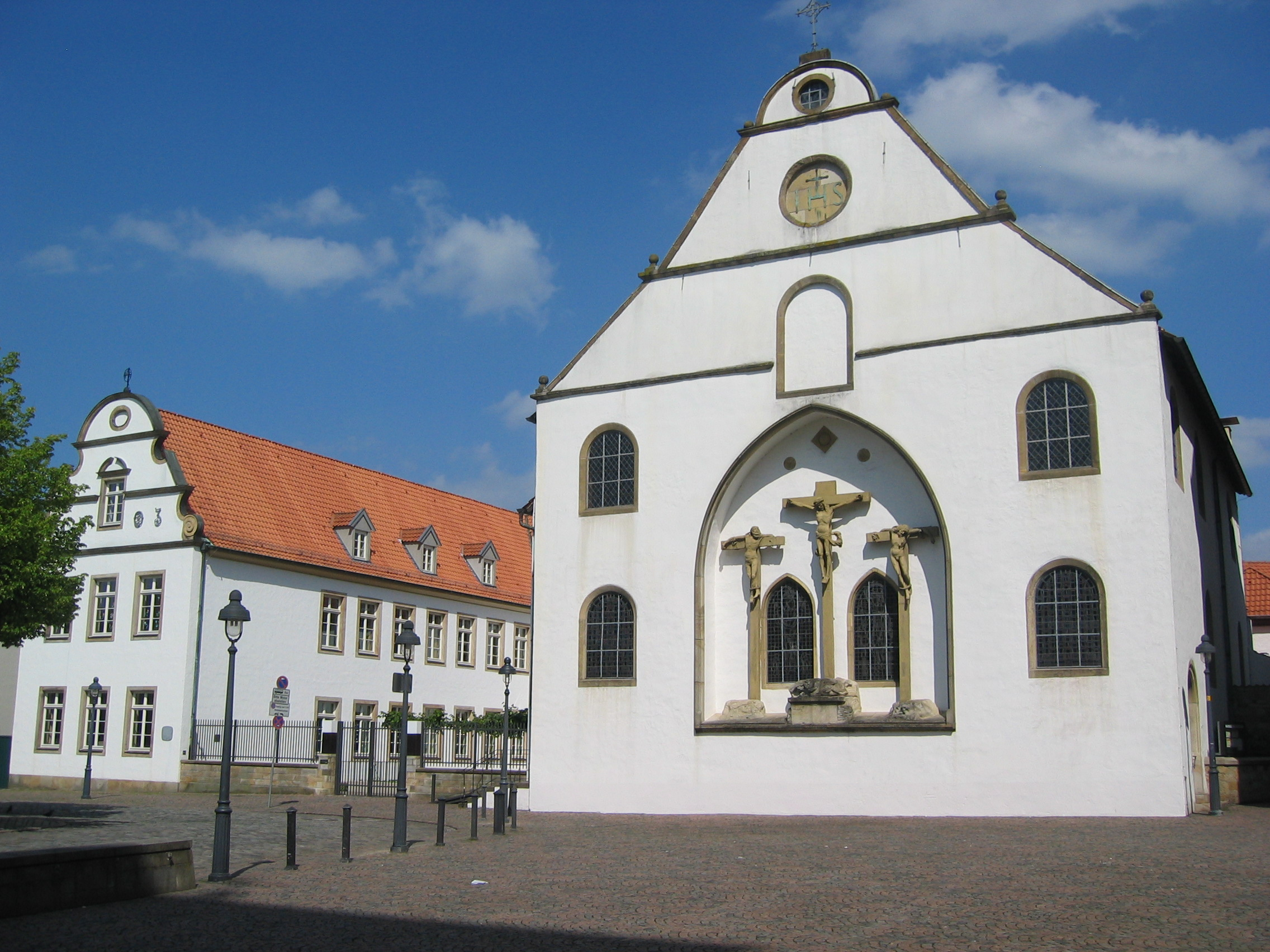
Vista del Ginnasio Carolinum di Osnabrück

Il Ginnasio Carolinum di Osnabrück, in Germania, ad Osnabrück, fu fondato nell'804 da Carlo Magno, re dei Franchi. Si ritiene che sia la scuola più antica della Germania ed è anche una delle più antiche scuole sopravvissute al mondo.

## Storia
Nel 1632, il ginnasio fu elevato a università dai gesuiti. Tuttavia, l'anno successivo le truppe svedesi conquistarono Osnabrück per la parte protestante nella Guerra dei trent'anni e l'Academia Carolina Osnabrugensis fu chiusa. Non ci sarebbe stata più un'università a Osnabrück fino all'apertura dell'Università di Osnabrück nel 1974.